# Piper tenuimucronatum
Piper tenuimucronatum är en pepparväxtart som beskrevs av C. Dc.. Piper tenuimucronatum ingår i släktet Piper och familjen pepparväxter. Inga underarter finns listade i Catalogue of Life.